# Ben Bova
Benjamin William Bova (Filadelfia, 8 novembre 1932 – Naples, 29 novembre 2020) è stato un autore di fantascienza e sceneggiatore statunitense.

## Biografia
Nato a Filadelfia, in Pennsylvania, studiò alla Temple University. Scrisse per il cinema e la televisione e nel 1971 divenne curatore della rivista Analog dal 1972 al 1978 e poi di Omni, fino al 1981. Dal 1984 decise di dedicarsi alla scrittura a tempo pieno.
Come curatore di antologie vinse per sei volte il Premio Hugo dal 1973 al 1977 e nel 1979.
Era presidente del Science Fiction Writers of America e presidente emerito della National Space Society.
In 60 anni scrisse più di 120 opere. 
Ben Bova morì nell'autunno del 2020 a 88 anni, per ictus e complicazioni da COVID-19.

## Opere

### SerieWatchmen
- 1959 - La guardia astrale (conosciuto anche come Conquistatori di stelle) (The Star Conquerors), Fantascienza 15, La Sorgente
- 1964 - Star Watchman
- 1969 - Duellomacchina (The Dueling Machine), Urania nn. 558 e 941

### SerieGli esiliati
1. 1971 - I condannati di Messina (Exiled from Earth), Urania n. 601
2. 1972 - L'astronave dei ventimila (Flight of Exiles), Urania n. 720
3. 1975 - Ritorno dall'esilio (End of Exile), Biblioteca di Urania n. 9

### SerieKinsman
1. 1979 - Kinsman
2. 1976 - Millennium (Millennium)[2], Fantascienza Sonzogno

### SerieVoyagers
1. 1981 - Giove chiama Terra (Voyagers), Urania n. 924
2. 1986 - Ritorno da Giove (Voyagers II: The Alien Within), Urania n. 1052
3. 1990 - Star Brothers
4. 2009 - The return

### SerieOrion
1. 1984 - Orion (Orion), Urania n. 1038
2. 1988 - La vendetta di Orion (Vengeance of Orion), Urania n. 1095
3. 1990 - Orion e la morte del tempo (Orion in the Dying Time), trad. Maurizio Carità, Urania n. 1196
4. 1994 - Orion and the Conqueror
5. 1995 - Orion tra le stelle (Orion Among the Stars), Urania n. 1327
6. 2011 - Orion and King Arthur

### SeriePrivateers
1. 1985 - Privateers
2. 1993 - Empire Builders

### SerieSam Gunn
1. 1992 - Sam Gunn, Unlimited
2. 1998 - Sam Gunn Forever

### SerieTo Save the Sun
(scritti con A.J. Austin)
1. 1992 - To Save the Sun
2. 1994 - To Fear the Light

### SerieMoonrise
1. 1996 - Moonrise
2. 1997 - Moonwar

### SerieBen Bova's Grand Tour of the Universe
1. 2000 - Venus
2. 2000 - Jupiter
3. 2000 - Saturn
4. 2005 - Mercury
5. 2005 - Powersat
6. 2006 - Titan - Premio John Wood Campbell Memorial

### SerieAsteroid Wars
1. 2001 - The Precipice
2. 2002 - The Rock Rats
3. 2004 - The Silent War
4. 2007 - The Aftermath

### Altri romanzi
- 1967 - The Weathermakers
- 1968 - Out of the Sun
- 1970 - Escape!
- 1971 - THX 1138 (THX 1138), Urania n. 776. Trasposizione letteraria della sceneggiatura originale di George Lucas
- 1972 - The Winds of Altair
- 1972 - As on a Darkling Plain
- 1973 - When the Sky Burned
- 1974 - Gremlins, Go Home! - scritto con Gordon R. Dickson
- 1975 - The Starcrossed
- 1976 - City of Darkness
- 1976 - Il presidente moltiplicato (The Multiple Man), Urania n. 714
- 1978 - Colony
- 1982 - La prova del fuoco (Test of Fire), Urania n. 960
- 1988 - I guardiani del mondo (Peacekeepers), trad. Maurizio Carità, Urania n. 1227
- 1989 - Cyberbooks
- 1992 - Mars
- 1992 - The Trikon Deception - scritto con Bill Pogue
- 1993 - Triumph
- 1994 - Sogno mortale (Death Dream), Urania n. 1314
- 1995 - Brothers
- 1999 - Return to Mars
- 2006 - The Green Trap